# Pijaństwo Noego
Pijaństwo Noego – jeden z ostatnich obrazów włoskiego malarza Giovanniego Belliniego.

Tematyka obrazu została zaczerpnięta ze Starego Testamentu, z Księgi Rodzaju. Zilustrowana historia dotyka jednego z wątków z życia Noego. Po potopie, Noe będąc rolnikiem, zasadził winnicę. Gdy owoc dojrzał wyrobił wino, a po jego nadmiernym spożyciu, nagi zasnął w namiocie. W takim stanie zobaczył go jego syn Cham, ojciec Kanaana. Powiedział o tym swoim dwóm pozostałym braciom, Semowi i Jafetowi. Ci nie chcąc widzieć nagiego ojca, przykryli go płaszczem. 

Kiedy Noe obudził się po odurzeniu winem i dowiedział się, co uczynił mu jego młodszy syn, rzekł: "Niech będzie przeklęty Kanaan! Niech będzie najniższym sługą swych braci!" A potem dodał: "Niech będzie błogosławiony Pan, Bóg Sema! Niech Kanaan będzie sługą Sema! Niech Bóg da i Jafetowi dużą przestrzeń i niech on zamieszka w namiotach Sema, a Kanaan niech będzie mu sługą" (Rdz 9:18–28)

## Opis obrazu
Bellini przedstawił moment, gdy bracia zakrywają nagość ojca. Na pierwszym planie widać blade bezwładne ciało starego Noego. Koło niego leży czara z winem, z której jeszcze wylewa się wino. Przy głowie widać kiść winogrona nawiązującą do przyczyny upojenia. Nad nim klęczą trzej synowie. Pośrodku znajduje się postać Chama, który ujrzał nagość ojca. Jego wzrok zwrócony jest na Noego, a na twarzy gości szyderczy uśmiech. Jego dłonie spoczywają na ramionach braci. Dwaj pozostali bracia mają odwrócone głowy, nie spoglądają na rodziciela a jednocześnie zakrywają go czerwonym suknem.